# پپه سانچز
پپه سانچز (انگلیسی: Pepe Sánchez؛ زادهٔ ۱۹ ژانویهٔ ۲۰۰۰) بازیکن فوتبال اهل اسپانیا است که در پست مدافع میانی برای ایبیزا بازی می‌کند.